# Клаудия Блек
Клаудия Лий Блек (на английски: Claudia Lee Black) (родена на 11 октомври 1972 г.) е австралийска актриса, носителка на награда „Сатурн“, най-известна с ролите си на Ерън Сун във „Фарскейп“ и Вала Мал Доран в сериала „Старгейт“. Също в хоръра от 2002 г. „Кралицата на прокълнатите“, (адаптация на книгата на Ан Райс) тя играе древната вампирка Пандора